# Arcahaie
Arcahaie (Lakayè en créole) est une commune d'Haïti située dans le département de l'Ouest et le chef-lieu de l'arrondissement d'Arcahaie. La ville a donné son nom à la plaine qui l'entoure. 

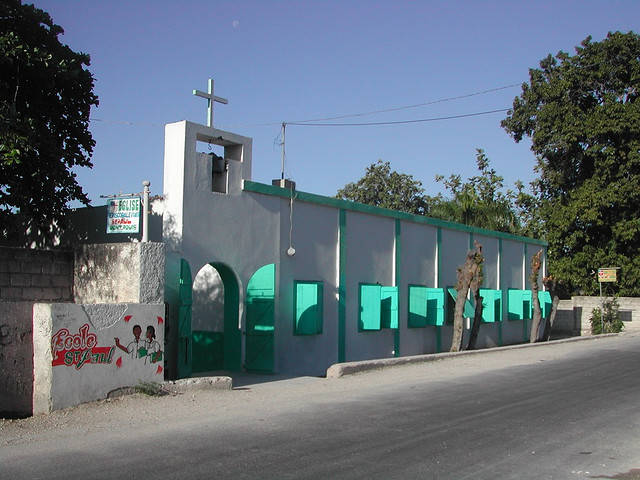
L'église Saint-Paul de Montrouis.

## Démographie
La commune est peuplée de 118 501 habitants (recensement par estimation de 2009).

## Géographie
La ville portuaire de l'Arcahaie donne sur le golfe de la Gonâve. Elle est traversée par la rivière Courjolle qui prend sa source dans la chaîne des Matheux.

## Histoire
Cette ville est célèbre pour avoir accueilli le 18 mai 1803 le congrès de l'Arcahaie qui donna lieu à la création du drapeau national haïtien par le père de la patrie, Jean-Jacques Dessalines, en arrachant le blanc du drapeau français et fit coudre le bleu et le rouge par Catherine Flon pour symboliser l'union des noirs et de mulâtres. Chaque 18 mai, les officiels haïtiens et le corps diplomatique, se rendent à l'Arcahaie pour célébrer la fête du drapeau qui reste un grand moment patriotique dans le pays.

## Administration
La commune est composée des sections communales de :
| - Boucassin - Fonds Baptiste - Des Vases (dont le quartier « Saintard ») | - Délices - Matheux |

## Économie
La ville est située au centre de la plaine de l'Arcahaie qui est une grande région agricole. On y cultive notamment la canne à sucre, la banane, le riz, le tabac, le café et le citron. On y pratique également la culture vivrière (manioc, maïs, haricot, pois), la culture maraîchère (tomate, aubergine). On y trouve des arbres fruitiers (manguiers, avocatiers, citronniers et cocotiers). Les agriculteurs de la région de l'Arcahaie y plantent également de la pastèque, du sorgho et des pois d'Angole. Néanmoins, la culture de la banane reste la plus importante. La commune est connue au niveau national pour la production de cette denrée même si depuis quelques années les terres agricoles sont de plus en plus livrées à la construction de logements, ce qui a un impact sur la production agricole notamment bananière. 
Arcahaie est également une ville portuaire et un port de pêche.

## La question de Montrouis
Le 22 juillet 2015, le président Michel Joseph Martelly a décidé d'élever par décret la 8e section communale de Montrouis au rang de commune en y associant la 1re section communale de Saint-Marc sous le nom de Les Arcadins. Ce qui était une demande historique des habitants de Montrouis. À la suite de cette décision, les autorités archeloises et une partie des habitants contestaient cette décision du gouvernement haïtien. Ils dénonçaient cette décision qui selon eux amputait Arcahaie d'une partie de ses ressources notamment des plages magnifiques et des hôtels qui passent désormais dans le giron de la commune naissante. La situation demeurait très tendue à l'Arcahaie, avec des manifestations répétées et le blocage de la route nationale no 1 par les manifestants. Les forces de l'ordre et notamment l'unité BOID, a été déployées dans la ville pour maintenir l'ordre. Ces opérations conduisaient à des morts, à de nombreux blessés et des exactions. Le président Martelly, pour résoudre la crise, a été obligé de rapporter le premier décret pour ensuite publier un nouveau, répondant en partie aux demandes des Archelois. Dans ce nouveau décret, la commune porte désormais le nom de Montrouis. En outre, la ligne délimitative a été avancée plus au nord, ce qui permet à Arcahaie de récupérer une partie des territoires qui a été accordées à Montrouis initialement.

## Monuments et sites
- Le Fort Drouet fait partie d'une vingtaine d'ouvrages militaires construits sur le territoire d'Haïti après l'indépendance en 1804 : ce système défensif était dirigé contre une éventuelle offensive des Français, anciens maîtres de la colonie de Saint-Domingue.
- Grann Guiton
- Fort Delpêche

## Personnalités
- Ginoue Mondésir (1977-2005), animatrice de télévision, est morte à Arcahaie.